# Jurinella
Jurinella är ett släkte av tvåvingar. Jurinella ingår i familjen parasitflugor.

## Dottertaxa tillJurinella, i alfabetisk ordning[1]
- Jurinella abodminalis
- Jurinella abscondens
- Jurinella anax
- Jurinella andicola
- Jurinella apicata
- Jurinella ariel
- Jurinella baoruco
- Jurinella bella
- Jurinella bicolor
- Jurinella caeruleonigra
- Jurinella circularis
- Jurinella connota
- Jurinella corpulenta
- Jurinella crossi
- Jurinella debitrix
- Jurinella egle
- Jurinella epileuca
- Jurinella feminea
- Jurinella ferruginea
- Jurinella fuscicornis
- Jurinella gertschi
- Jurinella gigantea
- Jurinella huntingtoni
- Jurinella jicaltepecia
- Jurinella jujuyensis
- Jurinella koehleri
- Jurinella lata
- Jurinella lutzi
- Jurinella maculata
- Jurinella major
- Jurinella mexicana
- Jurinella milleri
- Jurinella minuta
- Jurinella niveisquamma
- Jurinella obesa
- Jurinella palpalis
- Jurinella panamena
- Jurinella pilosa
- Jurinella pollinosa
- Jurinella procteri
- Jurinella producta
- Jurinella profusa
- Jurinella reducta
- Jurinella rufiventris
- Jurinella salla
- Jurinella schwarzi
- Jurinella spinosa
- Jurinella thoracica
- Jurinella vaga
- Jurinella vargas
- Jurinella varians
- Jurinella zeteki